# 洛陽LYC集團

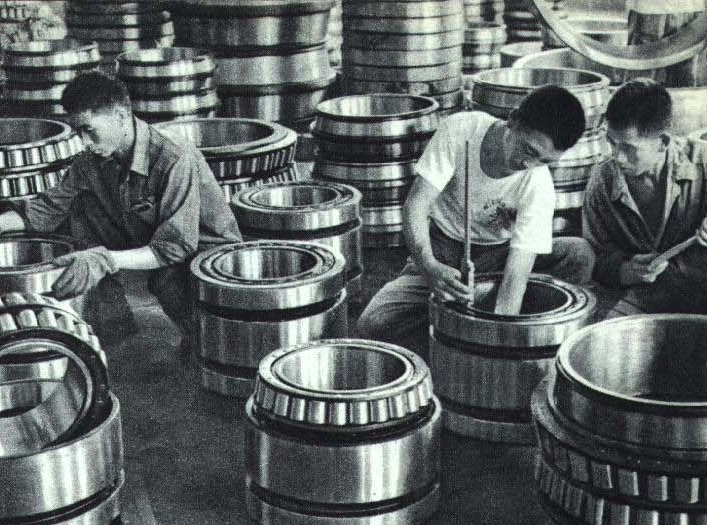
1964年洛阳轴承厂

洛阳LYC轴承有限公司或洛阳轴承集团有限公司（原洛阳轴承厂），河南煤業化工集團旗下公司，是河南煤业化工集团装备制造骨干企业。
成立于1954年，其前身是国家“一五”期间156个重点建设项目——洛阳轴承厂。主要業務生產转盘轴承、轧机轴承、风力发电机轴承系列、水利工程用轴承、剖分式轴承、医疗器械轴承、绝缘轴承、精密机床轴承等產品。現任董事長陈国桢。2004年，由於發生財政問題，被永煤集團收購，成為旗下公司。洛陽LYC轴承有限公司是中国轴承行业规模最大的综合性轴承製造企业之一。
2009年，母公司和另外3家企業合併，組成河南煤業化工集團。

## 連結
- 洛陽LYC軸承有限公司 （页面存档备份，存于）
- 河南煤业化工集团：在兼并重组中提升竞争力 中国矿产资源整合律师网 （页面存档备份，存于）
- 洛阳轴承重组，中外企业争夺 （页面存档备份，存于）